# Paul Schönebner
Paul Schönebner (* vor 1585 in Zwettl; † 4. Oktober 1613 in Wien) war ein österreichischer Zisterzienser und von 1601 bis 1613 Abt des Stiftes Heiligenkreuz.

## Leben
Der in Zwettl in Niederösterreich geborene Schönebner legte etwa 1585 im Stift Heiligenkreuz die Profess ab und wurde 1587 zum Priester geweiht. Seit April 1597 Prior, wurde er nach dem Tod des Abtes Johannes Rueff 1599 zum Administrator ernannt und 1601 zum Abt gewählt. Wegen der schlechten Wirtschaftsverhältnisse des Stiftes wurde er 1610, da das Stift die Steuern nicht mehr bezahlen konnte, von der Wirtschaftsverwaltung suspendiert und 1613 auf Anordnung des Kaisers abgesetzt. Er starb im Herbst desselben Jahres an der Pest.